# 에티오피아 국방군
에티오피아 국방군(암하라어: የኢፌዲሪ መከላከያ ሠራዊት)은 에티오피아의 군대이다. 군의 민간 통제는 국방부를 통해 이루어지며, 국방 산업 부문뿐만 아니라 육군, 공군, 해군을 감독한다.

## 역사
에티오피아 군대의 기원과 군사적 전통은 에티오피아의 초기 역사로 거슬러 올라간다. 중동과 아프리카 사이에 위치한 에티오피아의 위치 때문에, 그것은 오랫동안 동서양 정치의 중심에 있었고 외국의 침략과 침략의 대상이 되어왔다. 1579년, 오스만 제국의 하베시 정복 동안 마사와의 해안 기지로부터 확장하려는 오스만 제국의 시도는 패배했다. 에티오피아 제국의 군대는 또한 에티오피아 황제 요하네스 4세가 이끄는 1876년 구라에서 이집트인들을 물리칠 수 있었다. 클라팜은 1980년대에 "아비시니아인들은 군데, 구라, 아드와로 거슬러 올라가는 '우월한 콤플렉스'로 고통을 받았다"고 썼다.
니콜라이 레온티에프는 에티오피아 황제의 명에 따라 1899년 2월 에티오피아 정규군 제1대대를 직접 편성했다. 레온티에프는 러시아와 프랑스 장교들의 훈련을 받아 자신이 선택해 초청한 옛 세네갈 사격병들의 자원봉사자들과 함께 최초의 정규대대를 구성했다. 최초의 에티오피아 군악대가 동시에 편성됐다.

### 에티오피아 제국

#### 아두와 전투
아드와 전투는 에티오피아 군대가 외부 침략자들에 대해 거둔 가장 잘 알려진 승리이다. 그것은 독립적인 국가로서 에티오피아의 존재를 유지했다. 1896년 3월 1일 아드와 마을 근처에서 이탈리아 왕국에 대항하여 싸웠고, 제1차 이탈리아-에티오피아 전쟁의 결정적인 전투였다. 고잠의 테클 헤이마노, 라스 마코넨, 라스 멘게샤 요하네스, 월로의 미카엘, 메넬리크 2세를 포함한 에티오피아의 모든 주요 귀족들의 도움을 받아 이탈리아 군대에 강력한 타격을 가했다.
에티오피아 군대는 봉건적인 조직 체계와 불리한 상황에도 불구하고 메넬리크 사령부의 전략 계획을 실행할 수 있었다. 러시아 군사 고문들과 레온티예프 임무의 지원자들에 의해 특별한 역할이 수행되었다.
둘째로, 에티오피아 군대는 봉건적인 조직 체계에 기초하고 있었고, 그 결과, 거의 전체 군대가 소작농 민병대였다. 메넬리크 2세에게 조언하는 러시아의 군사 전문가들은 괴롭힘의 캠페인에 참가하기보다, 그들의 상대의 우월한 화력을 무력화하고 잠재적으로 무기, 훈련, 그리고 조직에 대한 그들의 문제를 무효화하기 위해, 이탈리아인들과 완전한 전투 충돌을 달성하려고 노력하는 것을 제안했다. 뒤이은 전투에서, 메넬리크의 전사들의 물결에 밀려드는 파도가 이탈리아인들을 성공적으로 공격했다.

#### 6.25 전쟁

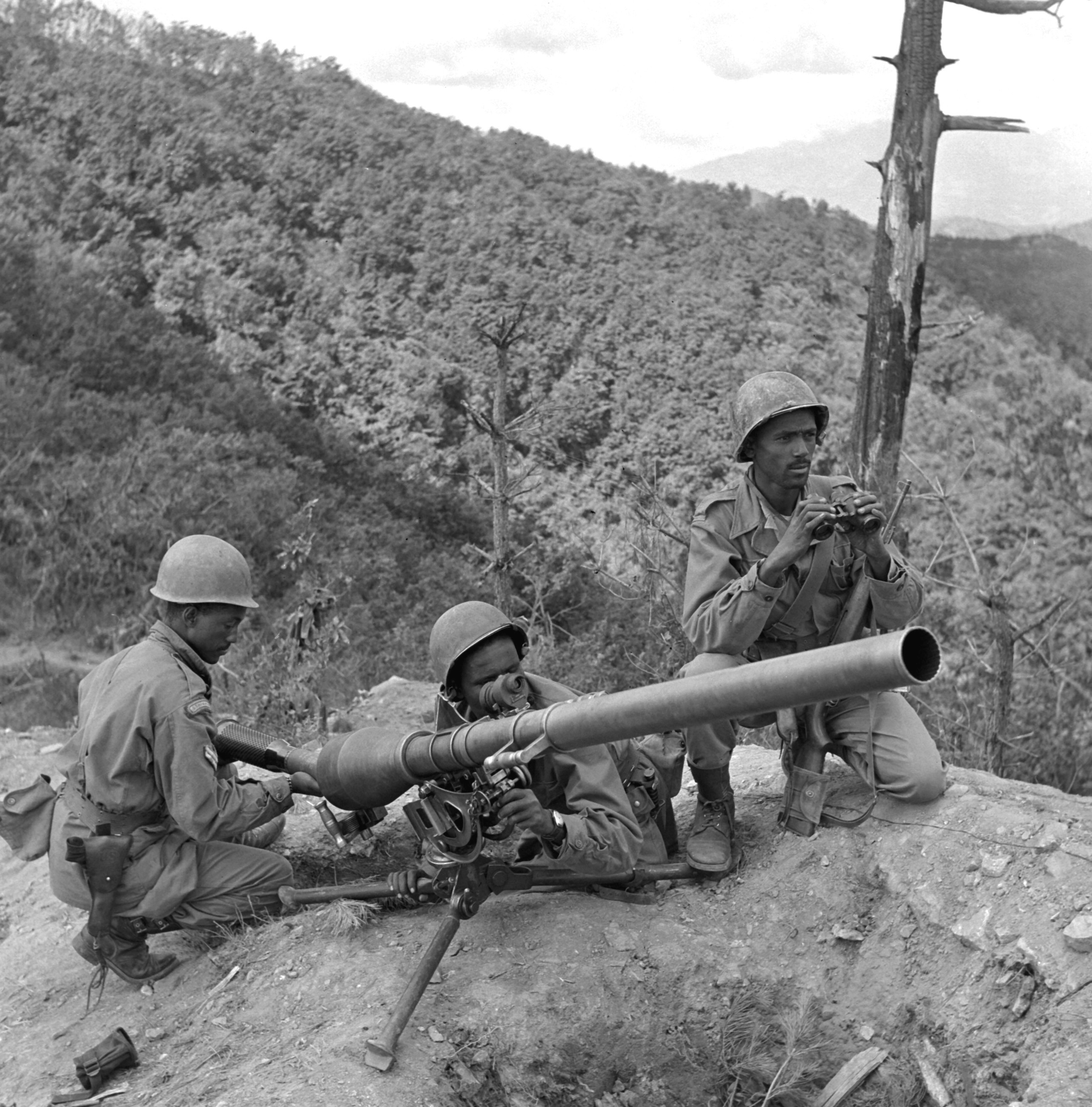
1951년 6.25 전쟁에 참전한 에티오피아 군인들

하일레 셀라시에가 거침없는 지지자였던 집단 안보의 원칙에 따라 에티오피아는 6.25 전쟁에 참전하기 위해 칵뉴 대대로 알려진 물루게타 불리 장군 휘하의 파견대를 파견했다. 그것은 제7보병사단에 소속되어 있었고, 폭찹힐 전투를 포함한 여러 전투에서 싸웠다. 3,518명의 에티오피아 군대가 참전했고, 그 중 121명이 사망하고 536명이 부상을 입었다.
1953년 5월 22일, 미국-에티오피아 상호방위원조협정이 체결되었다. 미국의 군사원조자문단이 에티오피아로 파견되어 군대를 세 개의 사단으로 재편성하면서 업무를 시작하였다. 1953년 9월 25일, 셀라시는 육군, 공군, 해군을 통합하는 제국방위부를 창설하였다. 1956년까지, 제1사단은 아디스아바바(제1, 2, 3여단, 5, 300여명)에 본부를 두었고, 제2사단은 아스마라에 본부를 두었으며, 제5, 6, 7, 8, 12여단(제4, 9, 10, 11여단, 6, 8, 890명)에 각각 본부를 두었고, 제3사단 하라르(제4, 9, 10, 11여단, 6,890명)는 각각 병력을 보유하고 있었다. 3개 사단은 총 16,832명의 병력을 보유하고 있었다. 세 개의 사단에는 총 16,832명의 병력이 있었다. 1959년 5월, 황제는 공무원들에게 군사 훈련을 제공하는 예비군으로서 제국 영토군을 설립하였다.
1960년 미국 에티오피아 육군 지역 안내서는 당시 황제가 사용했던 바로 그 개인화된 지휘 체계를 설명했다.
황제는 헌법 규정에 의해 총사령관이 되며, 군 장교를 임명, 승진, 전보 및 해임할 권한과 함께 군대의 규모와 조직 및 지휘권을 존중하는 모든 권리를 그에게 유보한다. 그는 선전포고를 함에 있어 의회의 조언과 동의를 구한다. 전통적으로 그는 전시에 군대의 개인적 지휘를 맡는다.
에티오피아 제국 군대의 참모총장은 육군, 공군, 그리고 해군의 사령관들을 지휘했고, 그 세 개의 육군 사단은 육군 사령관에게 직접적인 책임이 있었다. 그 세 개의 사단은 겉보기에는 고난의 초소로 보이는 오가덴에 있는 제3사단을 포함했다. 엄밀히 말하면 제국 경호원 (케부르 자바냐)이 육군 사령관에게 책임이 있었지만, 실제로는 그것의 사령관은 황제로부터 직접적으로 그의 명령을 받았다.
발람바라 아베베 아레가이는 해방 후 시기에 두각을 나타낸 쇼아(에티오피아 중부)의 유명한 애국 저항 지도자들 중 한 명이다. 그는 1960년 에티오피아 쿠데타 시도로 사망할 때까지 제국 에티오피아 군대의 장군이자 국방부 장관이었던 라스가 되었다.

## 국방의 날

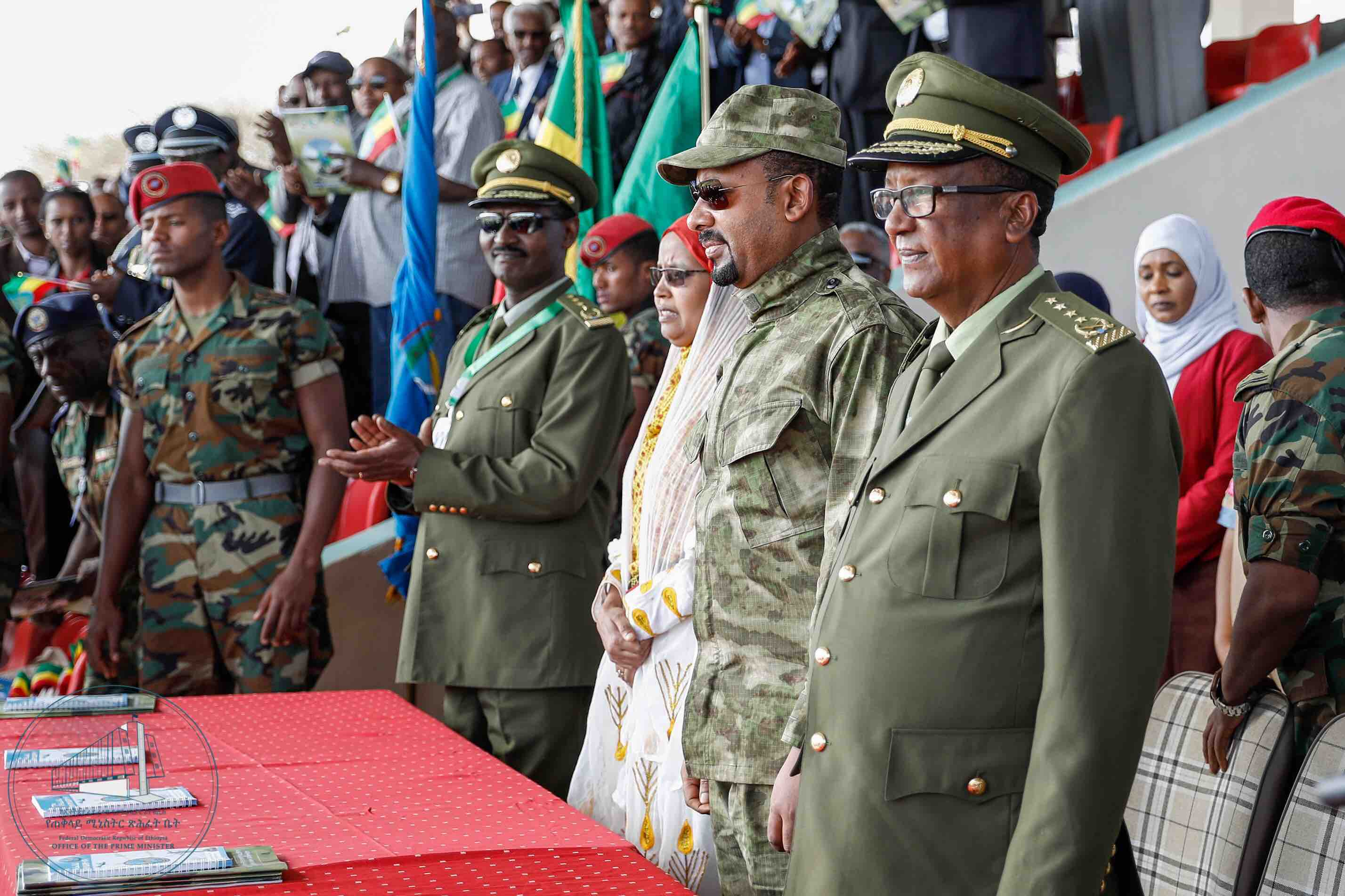
2019년 국방의 날

국방의 날은 매년 2월 14일에 기념되며, 에티오피아 국방군의 휴일 역할을 한다. 2013년에 처음으로 기념되었고, 4일 동안 기념된다. 1996년 2월 14일에 군대의 설립을 기념한다.

## 같이 보기
- 에티오피아 해군